# Kovászói vár
Kovászó Beregszásztól keleti irányban a várostól mintegy 12 km távolságra a Borzsa folyó jobb partján található. 
Kovászó közelében, Nagybereg és Bene közt, a Borzsa folyó jobb partján emelkedő sziklás magaslaton találhatóak a vár romjai.

## Története
A Kovászói vár építési ideje  a 12-14. század közötti időre tehető és a középkori feudális lakótornyok közé tartozik a Szerednyei várhoz hasonlóan.
A vár hadászati szempontból fontos szerepet töltött be. Feladata az ország belsejébe vezető úgynevezett sóút ellenőrzése volt. 1390-ben Zsigmond király János mesternek; Nagymihályi György fiának adományozta. A kovászói vár 1495-ben Matuznai család birtokába került. 1557-től 1562-ig Matuznai Pál rablótanyául használta a kovászói várat, fegyveres zsoldosaival gyakran rabolta végig a szomszédos falvakat. 1564-ben I.Ferdinánd egyik vezére, Schwendi Lázár seregével a kovászói várat hatalmába kerítette és leromboltatta. A romos vár végső pusztulását végül 1567-ben a tatárok okozták. A vár soha többé nem épült fel, romjait repkény futotta be.

## Leírása
A vár központi és legrégibb része a 12 méter körüli kerek harangtorony volt, mely a vár délnyugati sarkán helyezkedett el. Az erődítés ehhez épült ki háromszög alakban.
Északi oldalról 15 méter magas sziklafal védte, míg a többi oldalról négy árok övezte a várat, ez jelentette a védelmet.

## Külső hivatkozások
- karpataljai-var.lap.hu linkgyüjtemény
- Várak Magyarországon